# Dysgonia stuposa
Dysgonia stuposa är en fjärilsart som beskrevs av Fabricius 1794. Dysgonia stuposa ingår i släktet Dysgonia och familjen nattflyn. Inga underarter finns listade i Catalogue of Life.